# Venusbälte

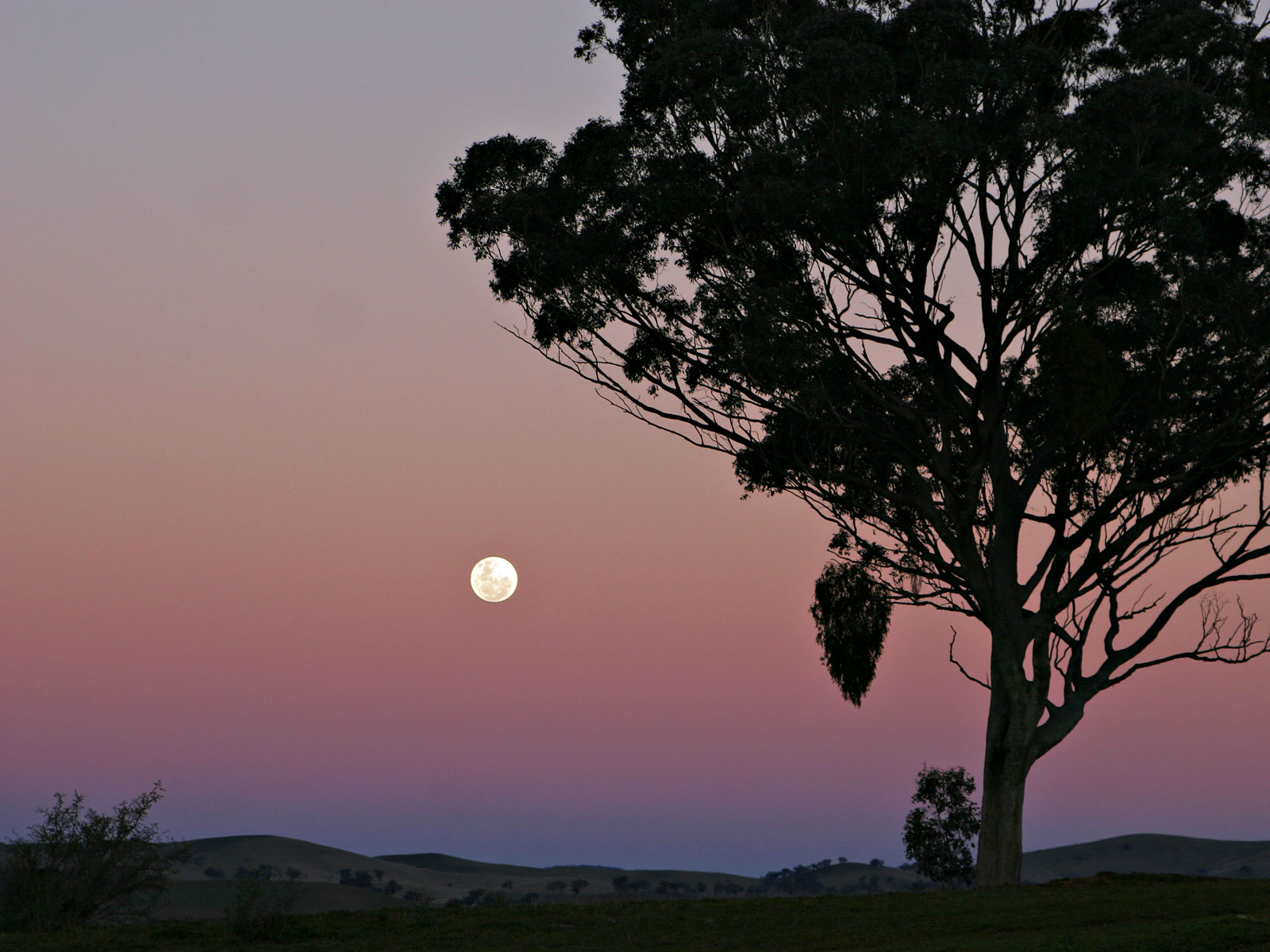
Venusbälte (rosafärgat) och fullmåne. Den gråblå färgen närmast horisonten kommer sig av jordskugga.

Venusbälte eller Venus bälte är ett atmosfäriskt optiskt fenomen i form av ett rosafärgat band på himlen i väster strax före soluppgången och på himlen i öster strax före solnedgången. Fenomenet uppträder över jordskuggan, cirka 10–20˚ över horisonten, och beror på att solljuset i detta bälte har färdats så lång att blått ljus spridits bort, så att mest rödaktigt ljus från solen (som befinner sig vid motsatt horisont) sprids tillbaka i jordens atmosfär och når ögonen. Fenomenet syns bäst vid solnedgången och vid molnfri, klar himmel. Det kan vara synligt i från några få minuter till upp till 20 minuter.
Namnet på fenomenet har inget att göra med planeten Venus, utan det associeras med den gördel eller bälte som enligt grekisk mytologi bars av gudinnan Afrodite, som i romersk mytologi motsvaras av gudinnan Venus.